# Нејсон (Илиноис)
Нејсон (енгл. Nason) град је у америчкој савезној држави Илиноис. По попису становништва из 2010. у њему је живело 236 становника.

## Демографија
Према попису становништва из 2010. у граду је живело 236 становника, што је 2 (0,9%) становника више него 2000. године.
| Група             | 2000.       | 2010.       |
| Белци             | 232 (99,1%) | 228 (96,6%) |
| Афроамериканци    | 0 (0,0%)    | 3 (1,3%)    |
| Азијати           | 0 (0,0%)    | 2 (0,8%)    |
| Хиспаноамериканци | 0 (0,0%)    | 2 (0,8%)    |
| Укупно            | 234         | 236         |